# Melo Freire
Joaquim de Melo Freire (Passos, 11 de janeiro de 1927) é um político brasileiro. Exerceu o mandato de deputado federal constituinte em 1988.
Mais conhecido por Melo Freire, o ex-político, que é filho de agricultores, exerceu também a função de secretário-geral da Comissão Executiva Estadual e do Diretório Regional da Arena em Minas Gerais.
Foi casado com Maria Helena Isaac Freire, tiveram quatro filhos fruto do relacionamento.

## Carreira Política
O início de sua vida na política começa com sua filiação à União Democrática Nacional (UDN), em 1957 tornou-se presidente do Diretório Municipal em Passos, pela UDN, onde permaneceu até 1965. Em outubro daquele ano, foi eleito vereador pela mesma cidade, também pela UDN.
Além de vereador, passou pela Assembleia Legislativa de Minas Gerais, também pela UDN, iniciando seu mandato em 1962.
Em 1974, foi eleito para a Câmara dos Deputados, pela Aliança Renovadora Nacional. Ao assumir seu cargo no ano seguinte, executou funções legislativas como membro titular da Comissão de Agricultura e Política Rural e suplente da Comissão de Finanças.
Já em 1982, pelo Movimento Democrático Brasileiro (PMDB), participou sendo coordenador da bancada de Minas Gerais e no ano seguinte foi promovido a presidente do Diretório Regional do PMDB de Minas Gerais, cargo em que ficou até 1993.
Foi favorável a votação da emenda Dante de Oliveira, que pedia uma eleição direta para o cargo de presidente da República, em 1984. Em 1985, graças ao voto de Melo Freire, o candidato Tancredo Neves foi eleito pelo Colégio Eleitoral. Porém, muito doente, morreu antes de assumir seu cargo, tomando posse do cargo de presidente da República seu vice, José Sarney.
Mais uma vez eleito para trabalhos na Assembleia Nacional Constituinte, e em 1986, escolheu por exercer o cargo de secretário de Agricultura no governo de Newton Cardoso. No ano seguinte, retornou aos trabalhos na Câmara dos Deputados e aos trabalhos da Constituinte.
Depois de perder as eleições a vice-governador de Minas, pelo PMDB, acabou deixando a Câmara no final da legislatura no ano de 1990. Sua finalização na vida política veio após mais uma derrota na Câmara, em 1994, assim, decidiu por encerrar sua carreira política.

## Mudança de Partido
Ao transferir-se de partido, foi reeleito, em 1978, pelo Movimento Democrático Brasileiro (MDB), junção que uniu aqueles que eram contrários ao do regime militar. Lá, exerceu alguns cargos nos trabalhos legislativos, como ser membro titular da Comissão de Agricultura e Política Rural e foi também suplente da Comissão de Fiscalização Financeira e Tomada de Contas.
A partir do fim do bipartidarismo em 1979, e toda a reformulação política que houve no Brasil, Melo Freire filiou-se ao Partido Popular (PP), de quem o líder era Tancredo Neves. Lá foi coordenador da bancada mineira do partido na Câmara dos Deputados. No ano de 1982, o PP acabou sendo incorporado ao Movimento Democrático Brasileiro (PMDB), nessa mudança, foi presidente da Comissão de Agricultura e Política Rural e sendo membro titular da Comissão Parlamentar de Inquérito (CPI) da comercialização do café.

## Estudo
Em 1963, ingressou na Universidade Federal de Minas Gerais, para cursar Direito, graduando-se em 1967.

## Movimentos políticos-militar
Fez parte do movimento, que em 31 de março de 1964, depôs o então presidente do Brasil, João Goulart (1961-1964).
A partir da polarização da política que tomava conta do Brasil na época, devido o Ato Institucional nº2, filiou-se à Aliança Renovadora Nacional (Arena). Esse era o partido que apoiava o regime militar. Melo Freire foi reeleito deputado estadual em 1966 e quatro anos mais tarde em 1970.

## Contribuições na Política
Foi presidente da Comissão de Segurança. Membro titular da Comissão de Finanças, Orçamento e Tomada de Contas, Comissão de Siderurgia e Mineração, Comissão de Segurança Pública, Comissão de Transportes. Suplente de Comunicações e Obras Públicas, Comissão de Serviço Público Civil e Comissão de Redação. Todas suas contribuições foram feitas pela Aliança Renovadora Nacional (Arena).
Votou em prol do turno ininterrupto de seis horas, mandato de cinco anos para  José Sarney, presidencialismo, aviso prévio proporcional.

Foi contrário a jornada semanal de 40 horas semanais, voto facultativo aos 16 anos e estatização do sistema financeiro.